# Carney Chukwuemeka
Carney Chibueze Chukwuemeka (* 20. října 2003) je anglický fotbalista, který hraje jako záložník za německý klub Borussia Dortmund, kde je na hostování z anglické Chelsea. Narodil se v Rakousku, ale reprezentuje Anglii.
Hrál za akademie Northampton Townu a Aston Villy. V roce 2021 za Aston Villu debutoval a v roce 2022 přestoupil do Chelsea. Od roku 2025 je na hostování v Borussii Dortmund.